# チャップリンの活動狂
『チャップリンの活動狂』(チャップリンのかつどうきょう、A Film Johnnie) は、1914年公開の短編サイレント映画。キーストン社による製作で、監督はジョージ・ニコルズ。1971年に映画研究家ウノ・アスプランドが制定したチャールズ・チャップリンのフィルモグラフィーの整理システムに基づけば、チャップリンの映画出演5作目にあたる。別邦題は「新米活動屋」。
作品は1910年代のアメリカの映画撮影所の雰囲気を面白おかしく見せる内容であり、チャップリンはこのあとも撮影所を題材にした作品を製作している。

## あらすじ
映画館に行ったチャーリーは、スクリーンに映る女性に一目ぼれ。スクリーンの女性に会うためキーストン・スタジオを訪れたチャーリーであったが、タイミングが悪いことに、スタジオで火事が発生。チャーリーは邪魔者扱いされ、女性スターの持つ消火ホースの水で外に追い出されてしまった。

## 背景
チャップリンは映画デビュー作『成功争ひ』からフォード・スターリングが監督を務めた『泥棒を捕まえる人』を除く4作品でヘンリー・レアマンのメガホンのもとで演技をしたが、『成功争ひ』の時点で自分のギャグがレアマンに台無しにされたと思っていたチャップリンとレアマンとの相性は、少なくともマック・セネットの目からして「実りの少ない」ものに映ったようであり、レアマンとのコンビは『夕立』で終わることとなった。セネットの指示により、この作品からレアマンに代わってチャップリンが組むこととなったのは、映画創成期から映画界に身を置くジョージ・ニコルズであった。スタジオでは「おやじ」と親しまれていたニコルズであったが、早々にチャップリンとのそりの合わなさを露呈する。
ニコルズはチャップリンに対してはとにかくスターリングの模倣を求め、「時間がない」が口癖であった。チャップリンが反論すると、ニコルズはセネットのもとに飛んで行ってチャップリンへの不満や悪口を言い触らした。周囲もニコルズが先輩がゆえに「言うことを聞いた方がよい」という雰囲気になっていた。とにかく面白くないチャップリンは、やがて編集室の人間を手玉に取り、巧みに自分のギャグを挿入するという手段でニコルズに「抵抗」するようになる。チャップリン曰く、これは「映画事業を勉強する」一環であったと回想している。

## キャスト
- チャールズ・チャップリン - 新入り
- ロスコー・アーバックル - ファッティ
- ヴァージニア・カートリー（英語版） - キーストン・ガール
- ミンタ・ダーフィ - 女優
- フォード・スターリング - フォード
- メーベル・ノーマンド - メーベル
- マック・セネット - 本人